# Yenibağlar
Yenibağlar (früher Moran) ist ein Dorf im Landkreis Bozkurt der türkischen Provinz Denizli.
Yenibağlar liegt etwa 56 Kilometer nordöstlich der Provinzhauptstadt Denizli und 6 Kilometer westlich von Bozkurt. Yenibağlar hatte laut der letzten Volkszählung 331 Einwohner (Stand Ende Dezember 2010).